# Chufa de Valencia

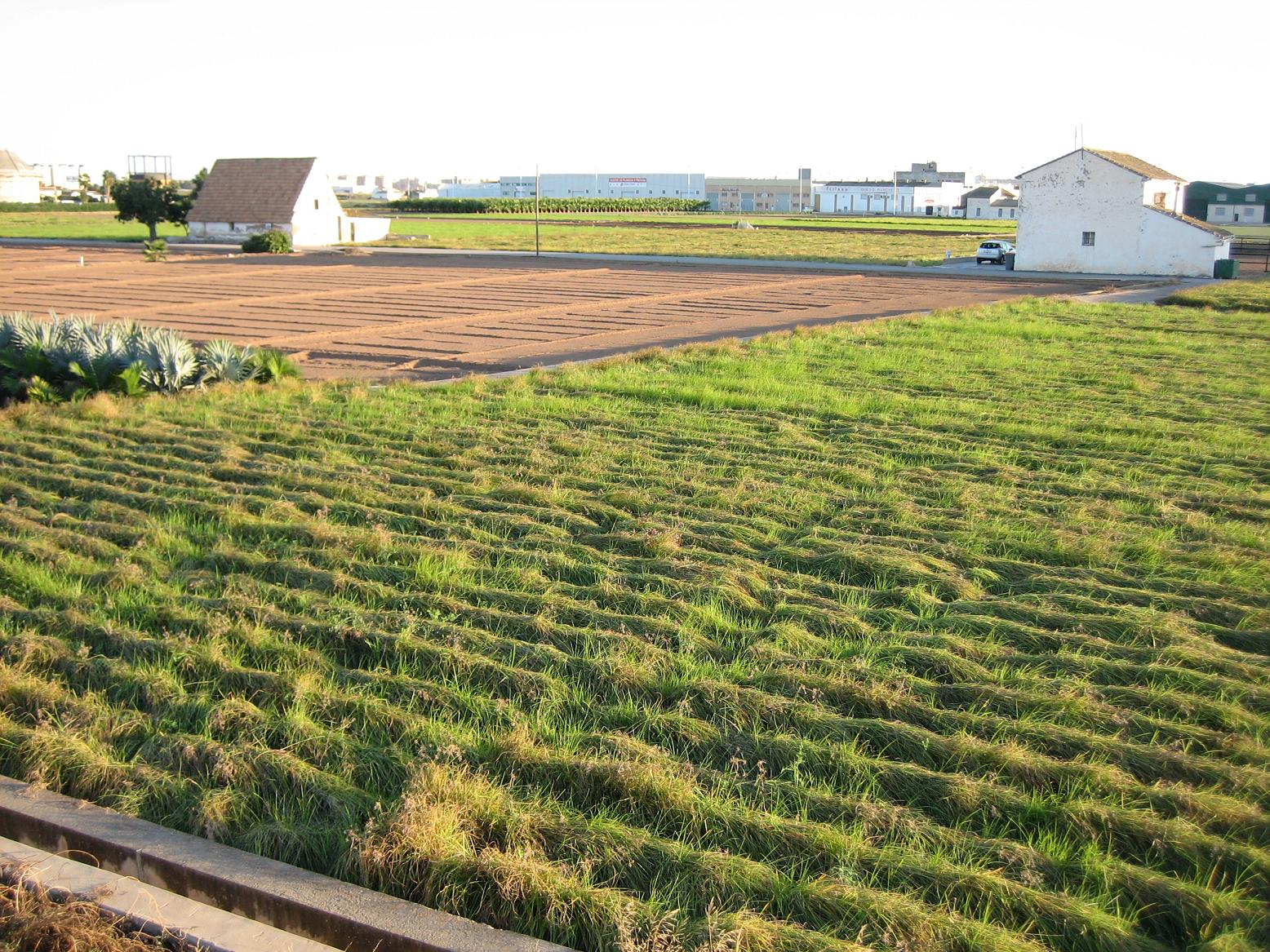
Campo de chufas en Alboraya

Chufa de Valencia (en valenciano chufa de València) es una Denominación de Origen Protegida creada el 25 de septiembre de 1995 que protege e identifica el cultivo de la chufa en dieciséis pueblos de la Comunidad Valenciana.

## Historia
El cultivo de la chufa (Cyperus esculentus, llamada comúnmente «juncia avellanada») fue introducido en la actual Comunidad Valenciana durante la dominación musulmana en el siglo VIII aunque no fue hasta el siglo XIII cuando su cultivo se generalizó apareciendo en ese momento las primeras referencias a una bebida elaborada con este tubérculo, la leche de chufas, antecesora de la actual horchata.
El gran botánico valenciano Antonio José de Cavanilles atestigua en 1795 el cultivo de chufa en la localidad de Alboraya
El PRIMER DOCUMENTO que se conoce es del 6 de diciembre de 1297 en que el rey Jaime II de Aragón, dirige una carta a Ermengol Blasi, para que le envíe un libro "De cura infirmitatis emorroydarum", a su cirujano Berenguer, dándole instrucciones por escrito, para que le cure esta enfermedad.
El SEGUNDO DOCUMENTO que se conoce es el del ilustre médico medieval Arnau de Vilanova con una receta contra la “infirmitates emorroydarum” (hemorroides): “…comendatur in ieiuno (ieiunum-ayunas) XXX vel XL radicule que dicuntur vulgariter xufles…” (recomendamos en ayunas 30 o 40 raíces, llamadas vulgarmente chufas). Manuscrito de la Biblioteca Capitular de Valencia, n.º 123, datada en 1307 y “dedicada” a Jaume II.
Recientemente se ha descubierto en los fondos de la Colección Espínola, en Valencia un documento del II Conde de Soto Ameno, quien fuera en su momento el primer alcalde constitucional de la ciudad de Alicante en 1812, (podría ser el TERCER DOCUMENTO antiguo) donde se prescribe la horchata de chufa con fines curativos y aliviar la enfermedad del conde a su llegada a la ciudad de Valencia en 1824, así lo indica el tratamiento que le realiza el doctor Alcázar a base de "leche de chufas".

## Zona geográfica
La chufa de Valencia se cultiva en dieciséis municipios de la provincia de Valencia todos ellos situados en la parte norte de la huerta de Valencia (l'horta nord):
Albalat dels Sorells, Alboraya, Albuixech, Alfara del Patriarca, Almácera, Bonrepós y Mirambell, Burjasot, Foyos, Godella, Meliana, Moncada, Paterna, Rocafort, Tabernes Blanques, Valencia y Vinalesa

## Variedades
Según la forma del fruto se distinguen dos tipos de chufas la llargueta (alargada) y la armela (redondeada).

## Propiedades farmacológicas
Las propiedades farmacológicas de la chufa son importantes y conocidas desde la antigüedad para el tratamiento de algunas dolencias.
Según estudio realizado por un equipo científico de la Universidad de Valencia, señala los grandes beneficios terapéuticos de la chufa, entre los cuales se pueden destacar los siguientes:
Proporciona protección cardio-vascular, contribuye a disminuir el colesterol y los triglicéridos, aporta enzimas, aminoácidos, minerales, vitaminas y fibra. Su contenido en sal es bajo, por lo que pueden consumirla los hipertensos. Si no se le añade azúcar es recomendable incluso para los diabéticos obesos, por su contenido en arginina. No contiene lactosa ni fructosa. Puede considerarse un refresco natural que ocupa altamente un puesto en la “dieta mediterránea”.

## Gastronomía
La práctica totalidad de la chufa de Valencia es empleada en la elaboración de horchata.